# Gundeperga
Gundeperga (circa 600 – post 653) fu regina dei Longobardi dal 625 al 652.

## Biografia
Figlia di Agilulfo e di Teodolinda, nacque verso l'anno 600, probabilmente a Monza come suo fratello Adaloaldo. Fu educata nella fede cattolica e trascorse l'infanzia fra Milano e Monza, città molto amata dalla madre.
Andò in sposa a Arioaldo, il duca di Torino che guidò l'opposizione ariana alla politica filocattolica e filoromana di re Adaloaldo, fratello di Gundeperga. Arioaldo scalzò dal trono il cognato nel 626, elevando Gundeperga al rango di regina. Il marito la sospettò di sostenere la rivolta di Tasone, duca del Friuli, e la rinchiuse nel castello di Lomello. In seguito, grazie all'intercessione dei cattolici Franchi, la liberò e avviò una politica di equilibrio fra ariani e cattolici, cui Gundeperga collaborò.
Nel 636 Arioaldo morì senza lasciare eredi. Secondo la tradizione iniziata con la madre Teodolinda, rimasta vedova di Autari, il potere regio fu trasmesso ad un nuovo sposo, scelto in accordo con l'aristocrazia. La scelta cadde su Rotari, il duca di Brescia, che proseguì la politica di Arioaldo.
Nel 652 morì Rotari e al trono salì suo figlio Rodoaldo. Sembra che Rodoaldo non fosse molto interessato all'attività di governo e il suo regno durò solo pochi mesi. Fu ucciso per vendetta dal marito di una donna che aveva violentato. Non essendo sposato e non avendo dunque discendenza legittima, il trono passò allora ad Ariperto I, cugino di Gundeperga.
Non si hanno notizie certe sulla vita della regina ed anche i suoi ultimi anni e la morte sono avvolti da mistero. Avrebbe potuto continuare a vivere a corte, come fece la madre, oppure essersi ritirata in un monastero. Come Teodolinda protesse sempre la chiesa cattolica, si ha una lettera inviata a papa Teodoro I datata 643, e controfirmata sia da lei che dal marito, in cui si chiedevano dei privilegi speciali per il monastero di Bobbio. Fondò, a Pavia, la basilica di San Giovanni la cui pianta rispecchiava la basilica minore di San Giovanni Battista fatta costruire a Monza dalla madre nel 595.
Gundeperga venne sepolta nella basilica da lei fondata.

## Nella cultura di massa
- Gundeperga è il personaggio principale del balletto in sei atti composto da Giuseppe Coppini.[5]